# Jacques René Hébert

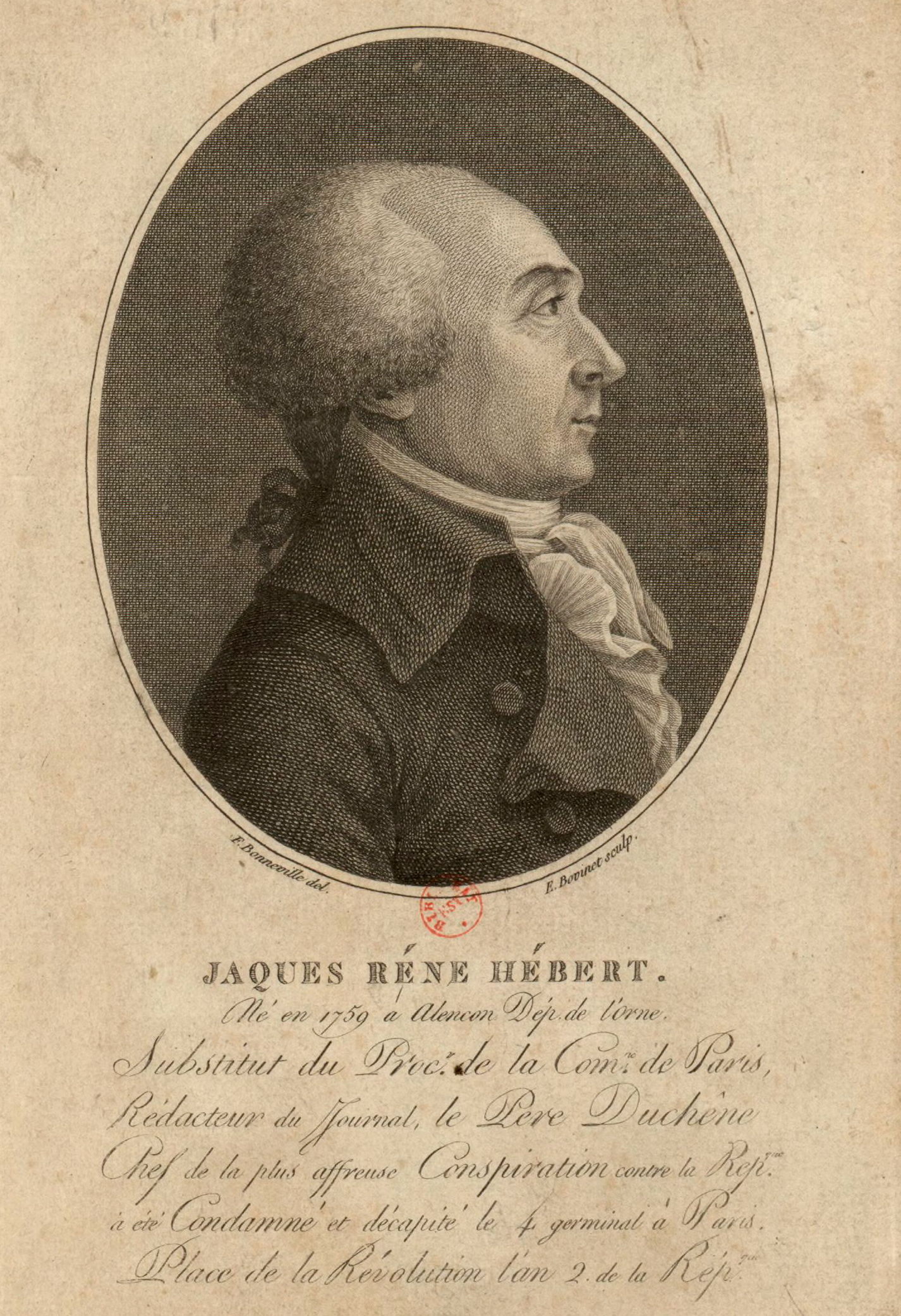
Jacques René Hébert

Jacques René Hébert, känd under pseudonymen Père Duchesne, född 15 november 1757 i Alençon, död 24 mars 1794 i Paris, var en fransk tidningsman och politiker.

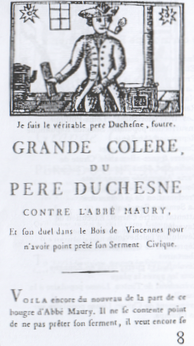
Förstasida från Héberts tidning Le Père Duchesne

Hébert sökte med sina tämligen grovkorniga artiklar i det folkliga bladet Le Père Duchesne föra underklassens talan mot den förhatliga kungamakten i Frankrike. Vid kungadömets avskaffade fick han i augusti 1792 plats i kommunen. Här var han en av ledarna för motståndet mot konventet och spelade vid girondens fall 2 juni 1793 en framträdande roll. Hébert, som inom cordelierklubben ledde vänsterflygeln, de s.k. hébertisterna, hade under en tid stort inflytande över den folkliga opinionen. Hébert var även en av de mest drivande bakom dödsdomen mot Marie-Antoinette 1793. Han krävde hennes huvud som ett offer till staten. Enligt källor hade möjligen Marie Antoinette överlevt (fått leva i kloster eller utvisats) utan Héberts starka engagemang i frågan.
Som ledare för hébertisterna förordade Hébert långtgående sociala reformer. Han gjorde sig känd som tillskyndare av dyrkan av "förnuftet" som ersättning för religionen. Efter att i skarpa ordalag ha kritiserat Maximilien de Robespierre i religionsfrågan och sökt vända den folkliga opinionen mot denne, häktades och giljotinerades Hébert våren 1794 efter en närmast parodisk rättegång.
Han gifte sig 7 februari 1792 med den före detta nunnan Marie Marguerite Françoise Hébert, med vilken han fick en dotter. Hans hustru blev även hon gripen, och avrättades 14 april 1793.